# Sungkyunkwan Scandal
Sungkyunkwan Scandal también conocida como El escándalo de Sungkyunkwan, es una serie de televisión histórica surcoreana de 2010. Emitida por KBS 2TV desde el 30 de agosto hasta el 2 de noviembre de 2010 y protagonizada por Park Yoo-cheon, Park Min-young, Song Joong-ki y Yoo A-in.

## Argumento
Situado en un periodo en que la sociedad no permite que las mujeres sean educadas ni tampoco trabajen, Kim Yoon-hee se disfraza de su hermano enfermo, Kim Yoon-shik, con el fin de ganarse la vida para su familia. Ella pasa por una serie de trabajos, principalmente en una librería local, antes de que le llega la oportunidad de aumentar sus ingresos al convertirse en sustituto de tomador de prueba (un acto ilegal) para el próximo examen de ingreso en la prestigiosa Sungkyunkwan.
Ella se ve atrapada por el pasante Lee Sun-joon, que más tarde reconoce los talentos que Yoon-hee posee, e incluso la anima a inscribirse en la universidad, pero ella lo rechaza. Sun-joon no lo acepta, por lo que realiza un plan para lograr que ella tome el examen de ingreso la universidad, lo logra y ambos pasan. Allí, ella debe soportar a Koo Yong-ha, un estudiante mayor que la acosa al estar seguro de que ella es en realidad una mujer, y a uno de sus compañeros de habitación que posee cambios de humor constantes, Moon Jae-shin, pero luego, lentamente, los cuatro se vuelven amigos. En conjunto, los cuatro "Cuarteto Jalgeum" son a veces cariñosamente llamados como "Joseon F4".
Ella evita meterse en problemas con el presidente del cuerpo estudiantil, Ha In-soo, para poder mantener su secreto.

## Reparto

### Elenco principal
- Park Min-young como Kim Yoon-hee / Kim Yoon-shik.
  - Bang Joon-seo como Yoon-hee (de joven).
- Park Yoo-cheon como Lee Sun-joon.
- Yoo A-in como Moon Jae-shin.
- Song Joong-ki como Koo Yong-ha.

### Elenco recurrente
- Jeon Tae-soo como Ha In-soo.
- Seo Hyo-rim como Ha Hyo-eun.
- Kim Min-seo como Cho Sun.
- Ahn Nae-sang como Jung Yak-yong.
- Cho Sung-ha como el Rey Jungjo de Joseon.
- Kim Kap-soo como el ministro Lee Jung-moo.
- Lee Jae-yong como Ha Woo-kyoo.

### Otros personajes
- Kang Sung-pil como Im Byung-choon.
- Kim Dong-yoon como Seol Go-bong.
- Chae Byung-chan como Kang Moo.
- Park Geun-soo como Yoo Chang-ik.
- Kim Ha-kyoon como Choi Shin-mook.
- Kim Young-bae como Ko Jang-bok.
- Im Young-pil como Ham Choon-ho.
- Kim Jung-kyoon como An Do-hyun.
- Jang Se-hyun como Kim Woo-tak.
- Hwang Chan-woo como Bae Hae-won.
- Joo Ah-sung como Nam Myung-shik.
- Choi Dong-joon como Moon Geun-soo.
- Kim Ik-tae como Chae Je-gong.
- Kim Mi-kyung como la señora Cho.
- Han Yeon como Kim Yoon-shik.
- Park Dong-bin como Byung Pan.
- Kim Kwang-kyoo como Hwang Ka.
- Ryu Dam como Soon Dol.
- Sung Hyun-joo como Beo Deul-yi.
- Im Yoon-jung como Aeng Aeng.
- Jung Hye-mi como Seom Seom.
- Lee Tae-ri como Bok-soo.
- Kim Dan Yool como Bok Dong.

### Cameos
- Lee In como Park Dal Jae (ep. #1)
- Lee Won-jong como Bak-soo, un médium (ep. #8)
- Park Chul Min como el oficial Yoon Hyung-gu (ep. #9, 17-18)
- Ki Im-beom como Song Yong-tae (ep. #9-10)
- Oh Na Mi como el amigo de Hyo Eun (ep. #10)
- Lee Dal Hyung como el padre de Goo Yong Ha (ep. #17-18)